# Лукомльская ГРЭС
Луко́мльская ГРЭС (бел. Лукомская ДРЭС) — тепловая электростанция расположенная в городе Новолукомль Витебской области (Беларусь).
Флагман электроэнергетики Республики Беларусь. Её проектная мощность 2400 МВт.
Является филиалом Республиканского унитарного предприятия электроэнергетики «Витебскэнерго» Белорусского государственного производственного объединения «Белэнерго», Министерства энергетики Республики Беларусь.

## История
Строительство Лукомльской ГРЭС было начато в 1964 году по проекту Рижского отделения «Теплоэлектропроект». Строительство осуществлялось в две очереди строительными и монтажными организациями Минэнерго СССР и привлеченных Министерств. Генеральный подрядчик — строительное управление Лукомльской ГРЭС, входящее в систему треста «Белэнергострой».
Энергоблоки первой очереди вводились в эксплуатацию с декабря 1969 года по сентябрь 1971 года, энергоблоки второй очереди — с декабря 1972 года по август 1974 года.
На первой очереди электростанции установлено четыре дубль-блока по 300 МВт, на второй очереди — четыре моноблока по 300 МВт.
12 марта 1981 года Лукомльская ГРЭС им. 50-летия СССР была награждена орденом «Знак Почёта».

### Основные этапы строительства
- Февраль 1964 года — начало подготовительных работ по сооружению электростанции.
- Август 1964 года — заложен фундамент первого жилого дома поселка энергетиков.
- 31 декабря 1965 года — поселок энергетиков преобразован в городской поселок Новолукомль.
- 15 декабря 1966 года — заложен фундамент электростанции.
- 22 декабря 1969 года — пущен первый энергоблок мощностью 300 МВт Петуховым Василием Тихоновичем.
- 22 декабря 1969 года — поселок Новолукомль преобразован в город.
- 8 августа 1970 года — пущен второй энергоблок.
- 6 декабря 1970 года — введён в эксплуатацию третий энергоблок.
- 21 сентября 1971 года — пущен четвёртый энергоблок, завершено строительство 1-й очереди электростанции.
- 1 декабря 1972 года — пущен пятый энергоблок.
- 13 декабря 1972 года — Лукомльской ГРЭС присвоено имя 50-летия СССР.
- 9 августа 1973 года — введён в эксплуатацию шестой энергоблок.
- 15 декабря 1973 года — пущен седьмой энергоблок.
- 7 августа 1974 года — введён в эксплуатацию восьмой энергоблок, завершено строительство 2-й очереди ГРЭС.

## Характеристика
Основные проектные технико-экономические показатели:
- Тип электростанции — конденсационная.
- Количество и мощность энергоблоков, шт. × МВт — 8 × 300МВт.
- Годовая выработка электроэнергии, млрд кВт∙ч — 14,75 (реальный объём выработки — 9-10 млрд кВт∙ч)[3].
- Расход электроэнергии на собственные нужды, % — 3,17.
- Удельный расход условного топлива на 1 кВт∙ч отпущенной электроэнергии, грамм — 318,0.
- Время использования установленной мощности в год, час — 6 100.

На Лукомльской ГРЭС установлено следующее основное оборудование:
- 4 прямоточных двухкорпусных котла типа ТГМП-114 и 4 прямоточных однокорпусных котла типа ТГМП-314 производства Таганрогского котельного завода «Красный котельщик». Производительность всех котлов 950 т/час, параметры пара сверхкритические (255 ата, 545/545 град. С).
- 8 турбин мощностью 300 МВт типа К-300-240 производства Ленинградского металлического завода (ЛМЗ).
- 8 генераторов 300 МВт типа ТВВ-320-2 производства Ленинградского электромашиностроительного объединения «Электросила» (ЛЭО «Электросила»).

Отвод дымовых газов от котлов осуществляется через три дымовые трубы высотой по 250 м каждая. Дымовая труба № 3 для II очереди выполнена из несущей железобетонной оболочки, в которой установлено четыре стальных отводящих ствола, каждый из которых обслуживает один энергоблок. Кроме своего основного назначения трубы используются как опоры гибкой связи «трансформатор — распределительное устройство».
В качестве основного топлива в ходе строительства был установлен топочный мазут марки «100», поставка которого производится по железной дороге. Для хранения и подготовки мазута к сжиганию сооружено мазутохозяйство.
К основным сооружениям электростанции относятся: главный корпус I и II очередей, объединённый вспомогательный корпус, химводоочистка, топливное хозяйство, система технического водоснабжения, сооружения электрической части.
Главный корпус выполнен из сборного железобетона (за исключением металлических ферм и подкрановых балок машинного и котельного отделения) с применением современных строительных материалов и конструкций.
Фундаменты под колонны выполнены облегченными. Главный корпус — трехпролётный: пролёт машинного зала — 45 м, деаэраторного отделения — 12 м, котельного отделения — 33 м для I очереди и 39 м для II очереди. Шаг колонн — 12 м.
Расположение турбоагрегатов в машинном зале — поперечное. Тепловая схема — блочная с промперегревом.
Схема компоновки оборудования I очереди — дубль-блок, II очереди — моноблок.
Машинный зал обслуживают два мостовых крана грузоподъемностью по 125/25 тс, котельное отделение — два мостовых крана по 50/10 тс.
На открытой площадке за главным корпусом расположены дымососы, дутьевые вентиляторы и регенеративные воздухоподогреватели.
Объединённый вспомогательный корпус состоит из четырёхэтажной части, в которой размещены административные и бытовые помещения, лаборатории цехов, медпункт, столовая, и одноэтажной, в которой размещены: химводоочистка, электролизная, механические мастерские и центральный материальный склад. Объединённый вспомогательный корпус соединен с главным корпусом переходным мостиком.
Химводоочистка работает по схеме трехступенчатого обессоливания с предварительным известкованием и коагуляцией в осветлителях. Процесс приготовления обессоленной воды автоматизирован. Для каждого энергоблока предусмотрена установка стопроцентного обессоливания конденсата турбин.
С целью предотвращения загрязнения окружающей среды сбросными водами построен комплекс очистных сооружений, обеспечивающий очистку замазученных и замасленных вод, нейтрализацию химически загрязненных вод и отмывочных вод регенеративных воздухоподогревателей.
Топливное хозяйство. Мазутное хозяйство состоит из железобетонных и металлических резервуаров, приемосливных устройств и двух мазутонасосных. На насосных станциях размещены насосы первого и второго подъёма, фильтры, подогреватели мазута (наружной установки), пункт управления и бытовые помещения. Разогрев мазута в цистернах производится открытым паром.
Система технического водоснабжения — оборотная с использованием Лукомльского озера в качестве естественного пруда-охладителя.
Подводящий канал — открытый, земляной, общей длиной примерно 3 800 м. На берегу канала расположены две блочные насосные станции, каждая из которых оборудована вертикальными насосами.
Подача воды от блочных насосных станций и отвод сбросной воды через сбросные оголовки в озеро производятся по стальным трубопроводам диаметром 1 800 мм.
Сооружения электрической части. Выдача электрической мощности от электростанции производится с открытого распределительного устройства (ОРУ) на напряжениях 110 и 330 кВ.
Выдача электроэнергии в сеть 330 кВ осуществляется по 7-ми линиям электропередачи в направлении на города Минск, Могилев, Витебск, Орша, Борисов, Полоцк и Бобруйск и в сеть 110 кВ по 5 линиям электропередачи в направлениях на Крупки, Чашники, Сенно.
Энергоблоки через трёхфазные повышающие трансформаторы мощностью 400 МВ·А производства Запорожского трансформаторного завода соединены с ОРУ 330 кВ. Связь между ОРУ 330 кВ и ОРУ 110 кВ осуществляется через три автотрансформатора мощностью 125 и 200 МВ·А.
ОРУ 330 кВ выполнено по полуторной схеме с секционированием сборных шин, ОРУ 110 кВ — с двумя системами шин и обходной системой шин.
Питание собственных нужд электростанции осуществляется на напряжении 6 кВ через трансформаторы мощностью 25 МВ·А, включенные отпайкой от генераторов.
За время эксплуатации на Лукомльской ГРЭС была проведена значительная работа по разработке и внедрению малозатратных реконструктивных мероприятий по техническому перевооружению, позволивших значительно улучшить технико-экономические показатели работы основного оборудования. Располагаемая мощность энергоблоков была повышена на 10 % сверх номинальной. Это дало возможность иметь в часы пиков электрических нагрузок порядка 240 МВт дополнительной мощности. Достигнутые высокие маневренные характеристики оборудования и уровень автоматизации технологического процесса позволяют в настоящее время на 90 % покрывать переменную часть графика электрической нагрузки энергосистемы. При разности максимума и минимума нагрузки энергосистемы 1210 МВт указанная разность на Лукомльской ГРЭС составляет 1110 МВт.
В дальнейшем были произведены работы по монтажу газопроводов и систем газораспределения и, также, реконструктивные работы по котлам с целью перевода электростанции на сжигание природного газа. С 1991 года электростанция использует природный газ в качестве основного вида топлива.
Была проведена большая работа по увеличению экономичности оборудования, что позволило снизить удельный расход топлива на отпуск электроэнергии ниже расчётной величины. В настоящее время среди электростанций СНГ с аналогичным оборудованием Лукомльская ГРЭС находится на втором месте по экономичности работы (после Костромской ГРЭС).
При финансовой поддержке концерна «Белэнерго» и Госкомэнергосбережения 28 февраля 2000 года на Лукомльской ГРЭС введена в эксплуатацию первая в Республике Беларусь детандер-генераторная утилизационная энергоустановка мощностью 5 000 кВт (ДГУЭ-5000), являющаяся третьей действующей установкой подобного типа среди стран СНГ. Детандер-генераторная установка позволяет использовать перепад давления природного газа на ГРП для выработки электроэнергии.
31 июля 2006 года введён в эксплуатацию второй детандер-генераторный агрегат УДЭУ-2500 мощностью 2,5 МВт.
В 2002 году начата модернизация основного оборудования станции (генераторов, турбин). Программа работ предусматривает замену выработавшего свой ресурс оборудования, в том числе проточной части паровых турбин. В результате модернизации установленная мощность энергоблоков № 1, № 2, № 4 увеличена до 315 МВт, энергоблока № 3 до 310 МВт.
29 мая 2014 года вступил в строй парогазовый блок ПГУ-400 установленной мощностью 427 МВт. Блок смонтирован «под ключ» китайской корпорацией CMEC.
Установленная мощность станции — 2889,5 МВт.
Выработка электроэнергии составляет 60 % в летний период и 40 % в зимний от выработки всей энергосистемы Республики Беларусь.
На балансе предприятия находится общежития, спортивный комплекс «Энергетик», оздоровительный комплекс «Сосновый бор», летний детский оздоровительный лагерь «Юность».

## Руководители
Директор:
1964—1968 гг. — Хартанович Георгий Николаевич;
1968—1975 гг. — Денисов Вячеслав Ефремович;
1975—1988 гг. — Сухоцкий Анатолий Иванович;
1988—2003 гг. — Журавлёв Лев Александрович;
2003—2010 гг. — Королёв Геннадий Николаевич;
2010—2021 гг. — Базыленко Александр Анатольевич;
2021—2022 гг. — Степанов Андрей Генриевич;
Главный инженер:
1965—1968 гг. — Денисов Вячеслав Ефремович;
1968—1975 гг. — Сухоцкий Анатолий Иванович;
1975—1988 гг. — Герасимов Валентин Васильевич;
1988—1993 гг. — Никаноров Леонид Фёдорович;
1993—2004 гг. — Павлышев Анатолий Кириллович;
2004—2010 гг. — Базыленко Александр Анатольевич;
с 2010 г. — Казырицкий Сергей Александрович.

## Награды
- Орден «Знак Почёта» — 12 марта 1981 года[4].

## Фотогалерея

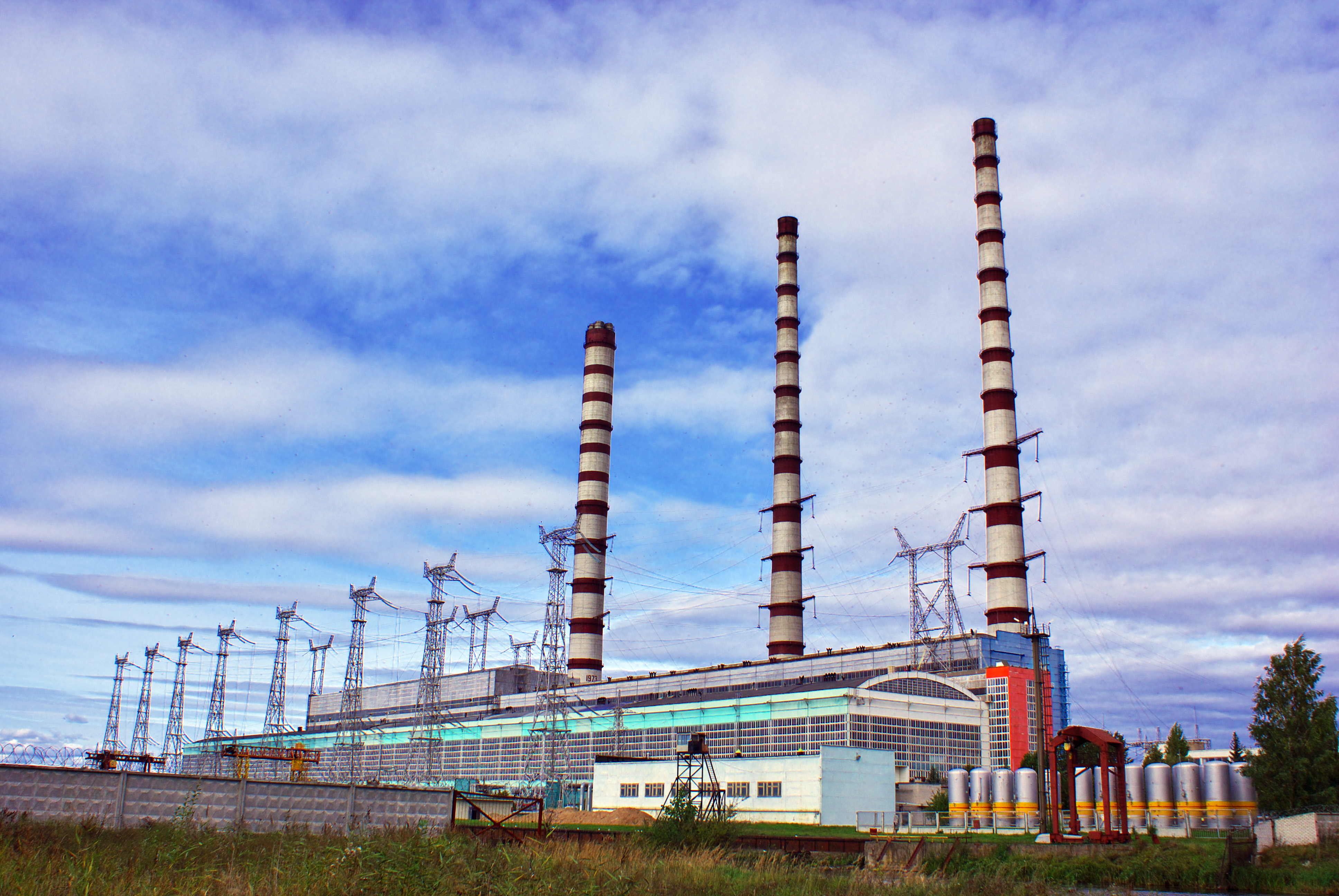
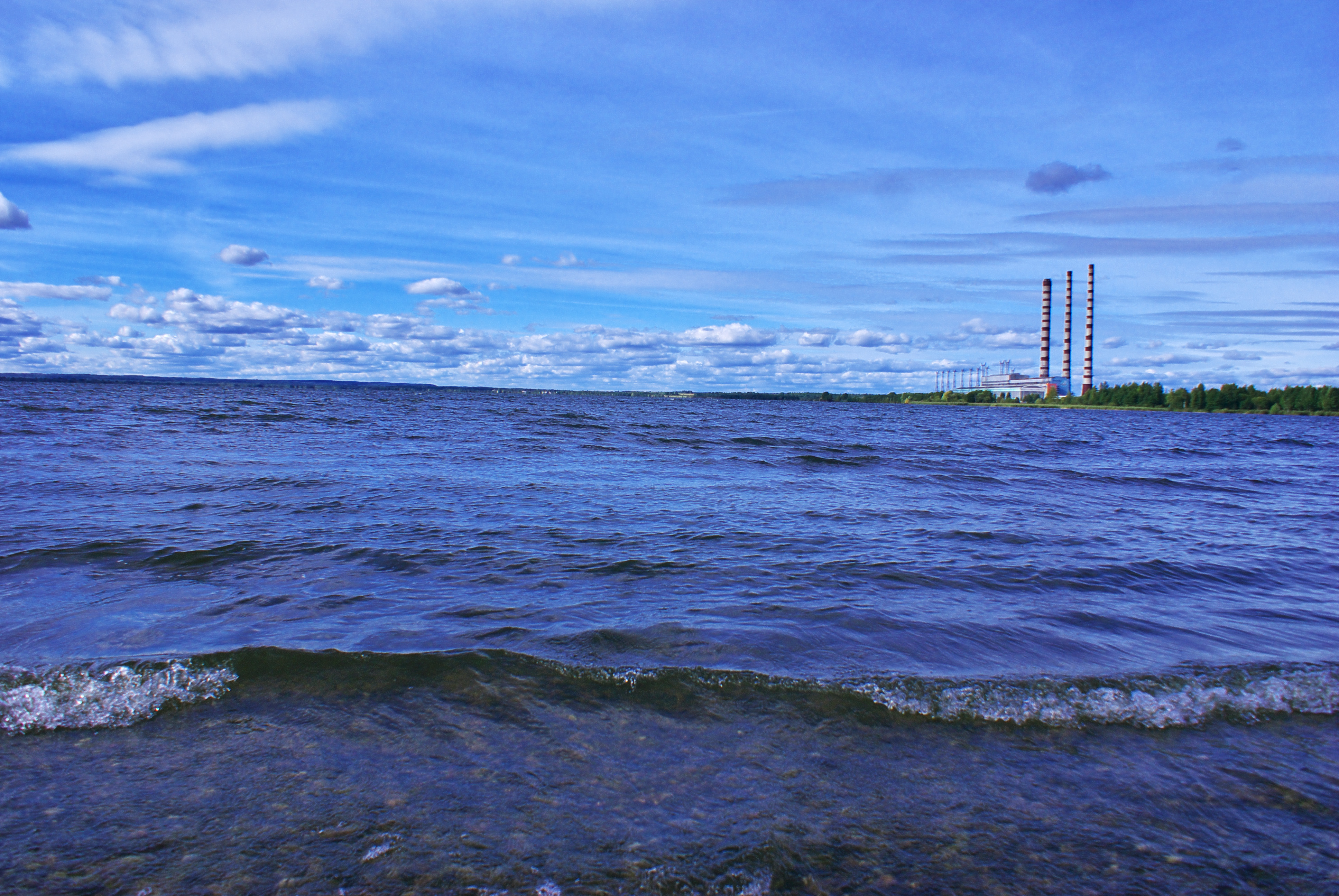
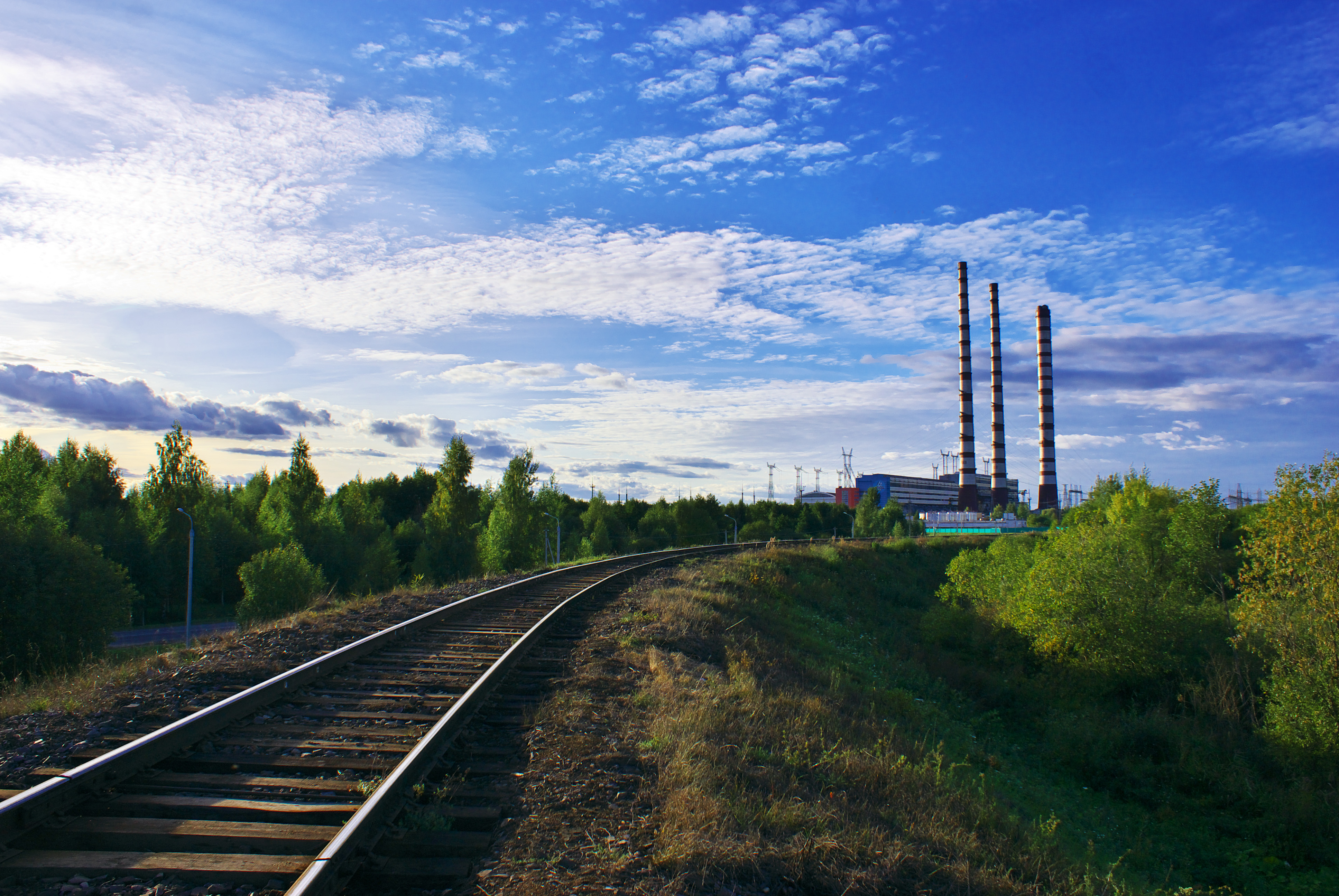
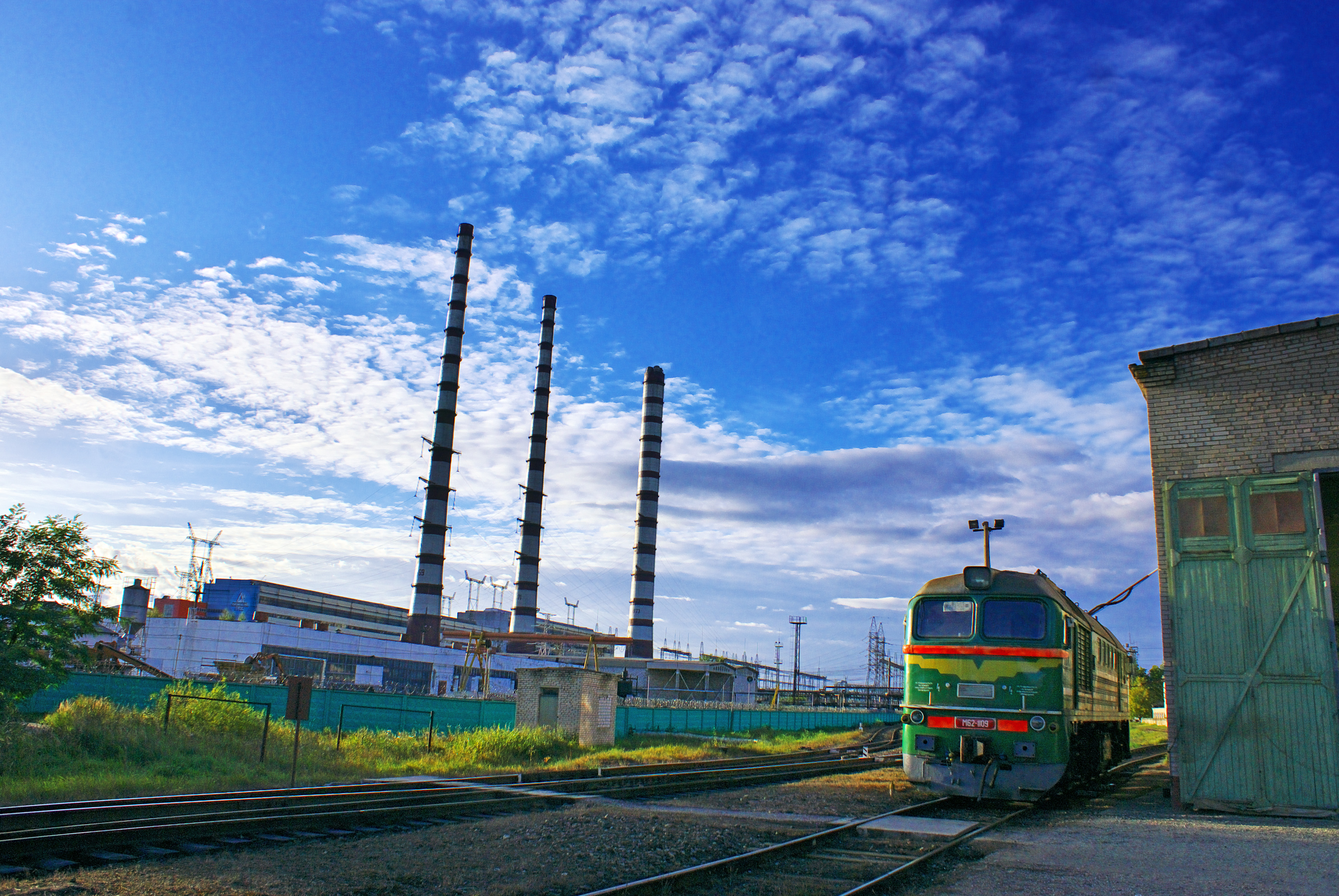
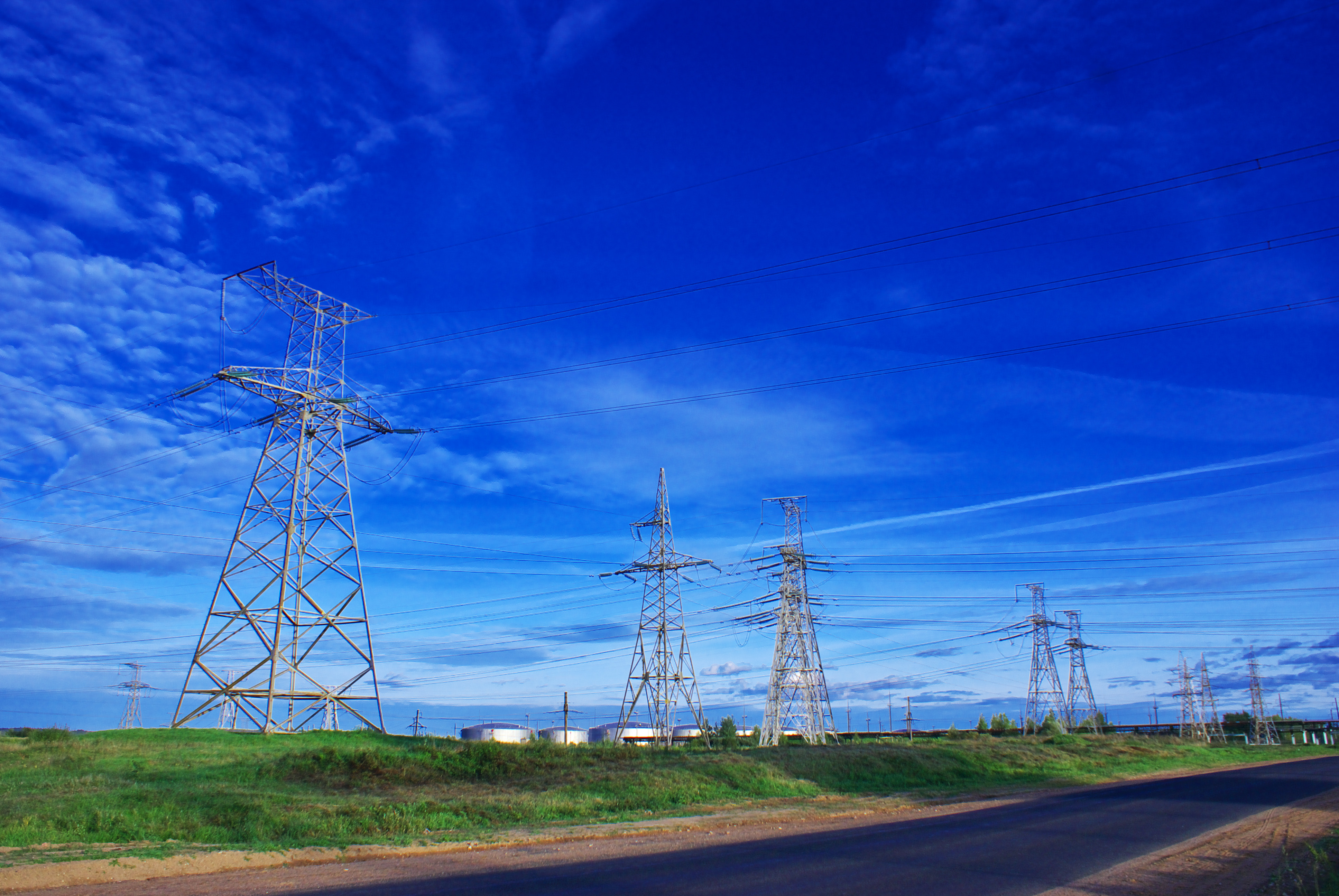
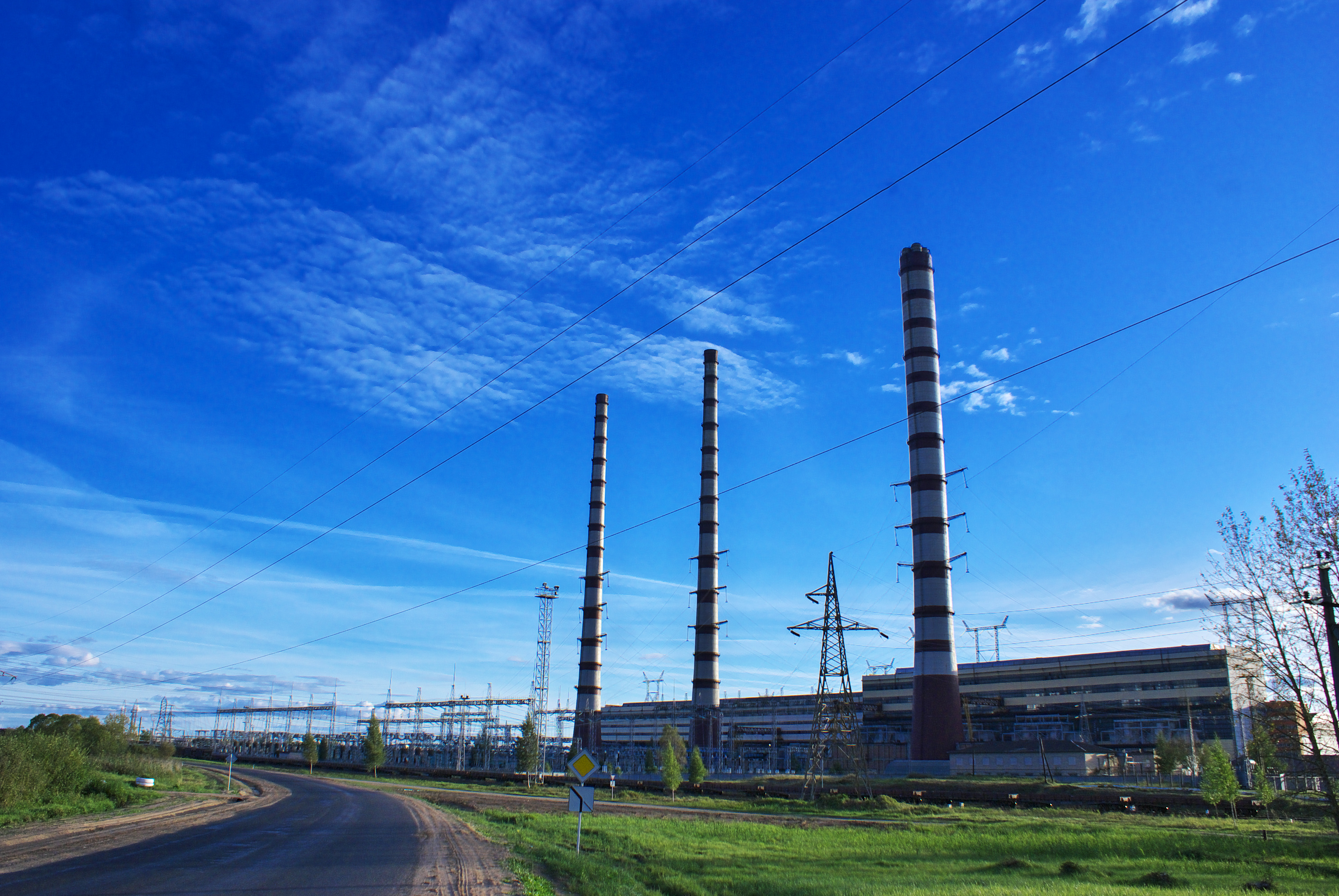